# Adolf Echtler

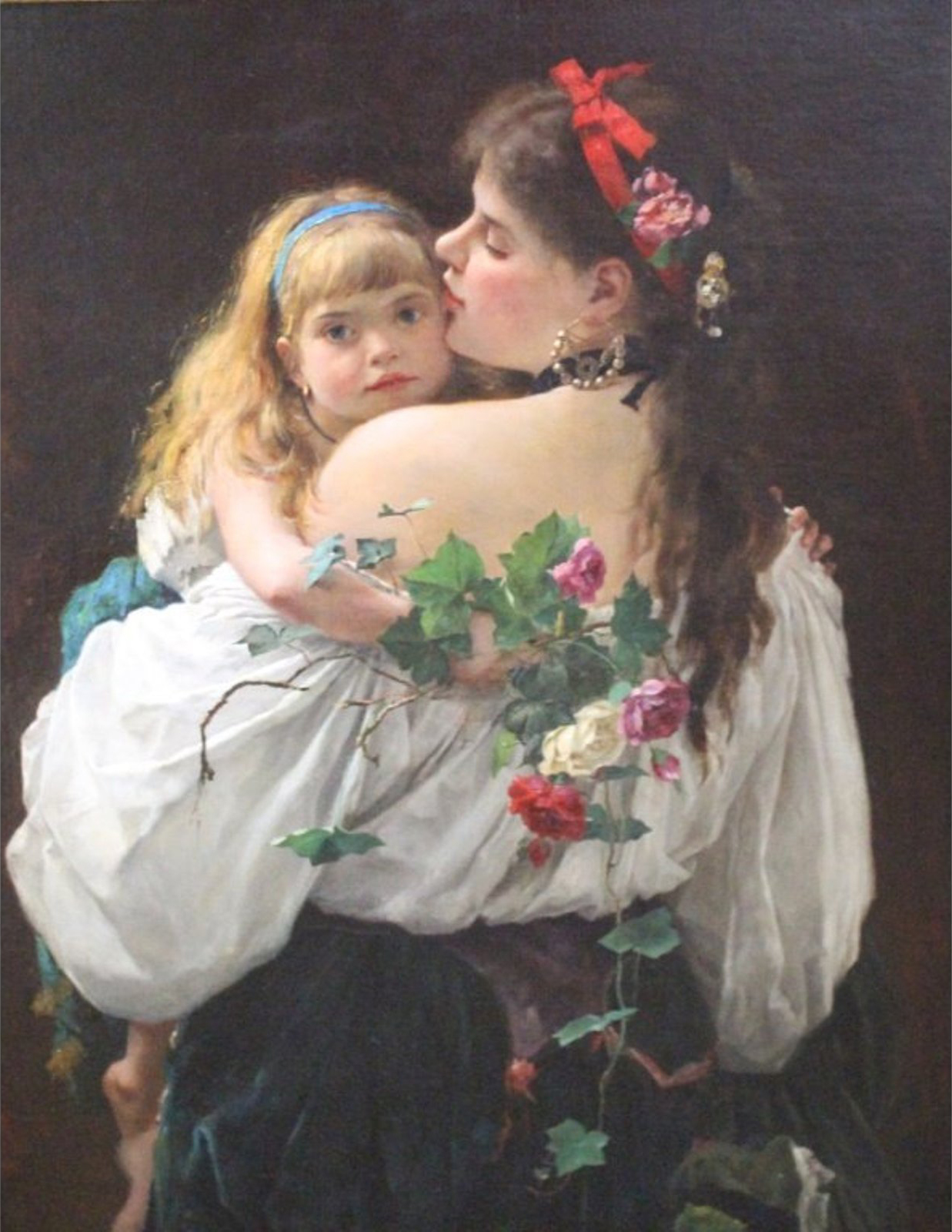
Mutter und Tochter (Mère et fille)

Adolf Echtler, né à Dantzig le 5 janvier 1843 et mort à Munich le 23 septembre 1914, est un peintre prussien. 

## Biographie
Fils du peintre et photographe Eduard Echtler (de), il suit son père à Riga en 1847 puis à Saint-Pétersbourg en 1850, où celui-ci lui donne ses premiers cours de peinture. Pour des raisons de santé, Adolf Echtler se rend à Venise vers 1860 et y commence des études à l'Académie des beaux-arts qu'il poursuit à l'Académie des beaux-arts de Vienne puis à Munich comme élève de Wilhelm von Diez.
Il expose dès 1869 ses œuvres à Munich, Berlin, Düsseldorf, Dresde et Königsberg et entre en 1870 à la Künstlerhaus.
Il se marie à Aix-la-Chapelle en 1876 puis vit à Paris de 1877 à 1886 où il devient membre du Salon des artistes français. Il y obtient une mention honorable en 1883. 
En 1878, il a un fils à Paris, qu'il nomme également Adolf. Sa femme meurt en 1886. Echtler après le décès de son épouse décide de revenir à Munich avec son fils. En 1896, il reçoit une grande médaille d'or à la Grande exposition d'art de Berlin.